# 项链

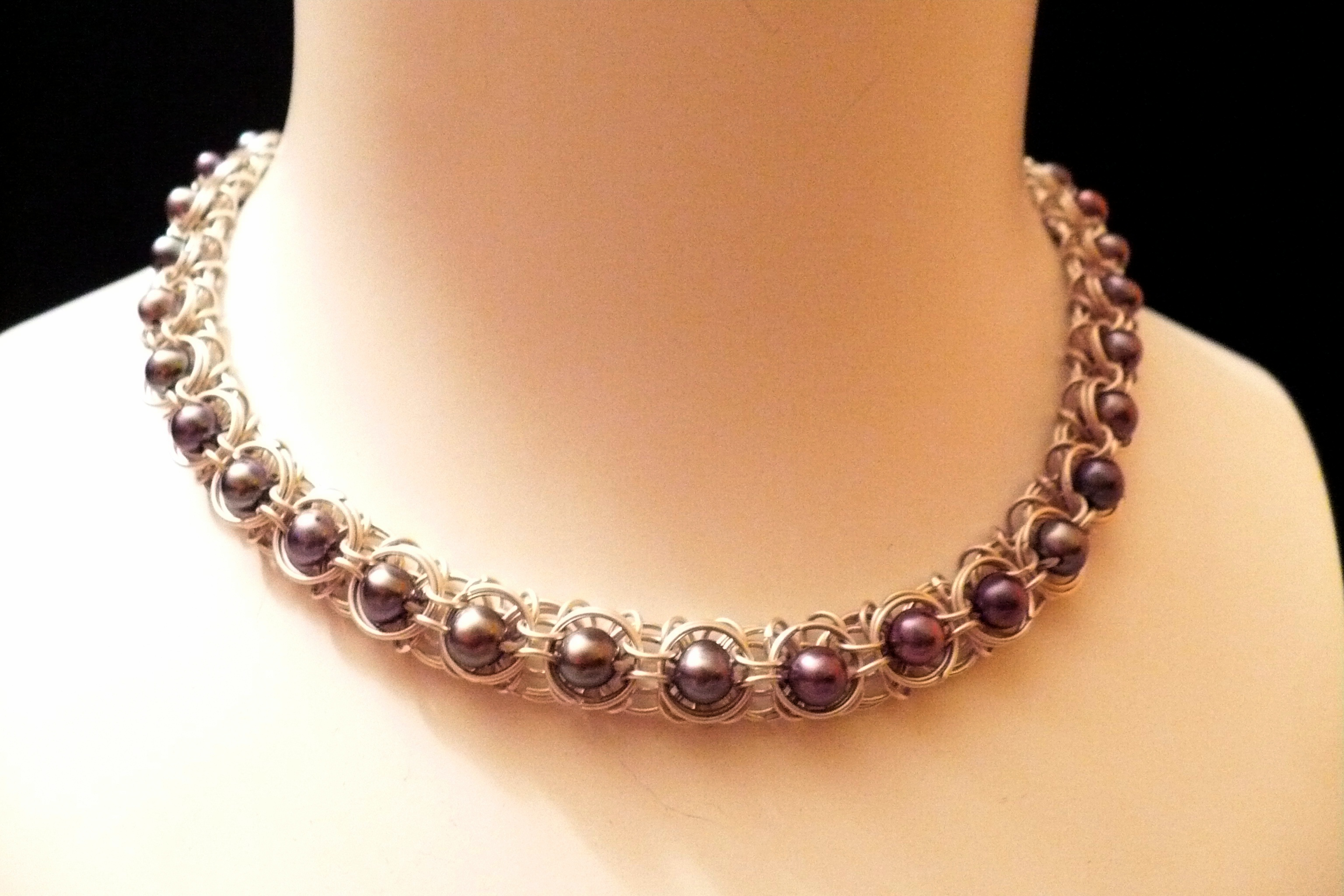
佩帶在脖子上的項鍊

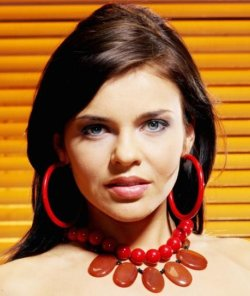
佩帶時尚項鍊的女人

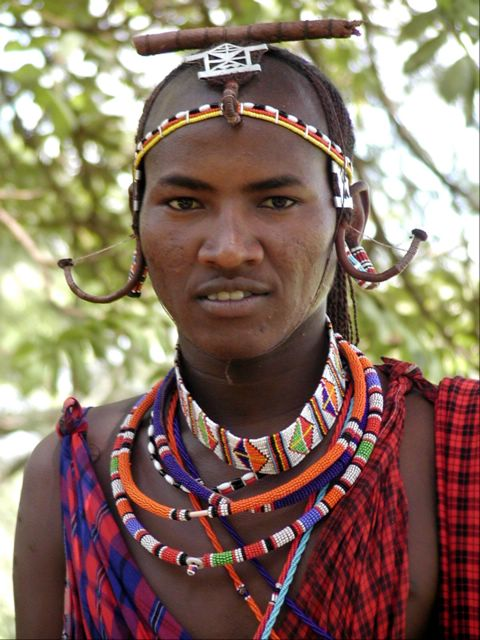
马赛人用项链作为传统服装的一部份

项链是一種戴在脖子上的绳状饰品，通常會使用金，银等貴金屬制成，用宝石镶嵌其上。但有時也會使用木頭、石頭、貝殼、或是塑膠等不同材料。

## 歷史
项链是一种挂在脖子上的珠宝饰品。已被使用上千年，從石器時代就開始使用動物的牙齒、骨頭、玻璃、皮革、珊瑚、珠子和貝殼為材料。

## 项链的种类
- 十字架项链
- 钻石项链
- 珍珠项链
- 牙坠项链
- 宗教项链